# Zum Heiligen Kreuz (Wiesenbronn)

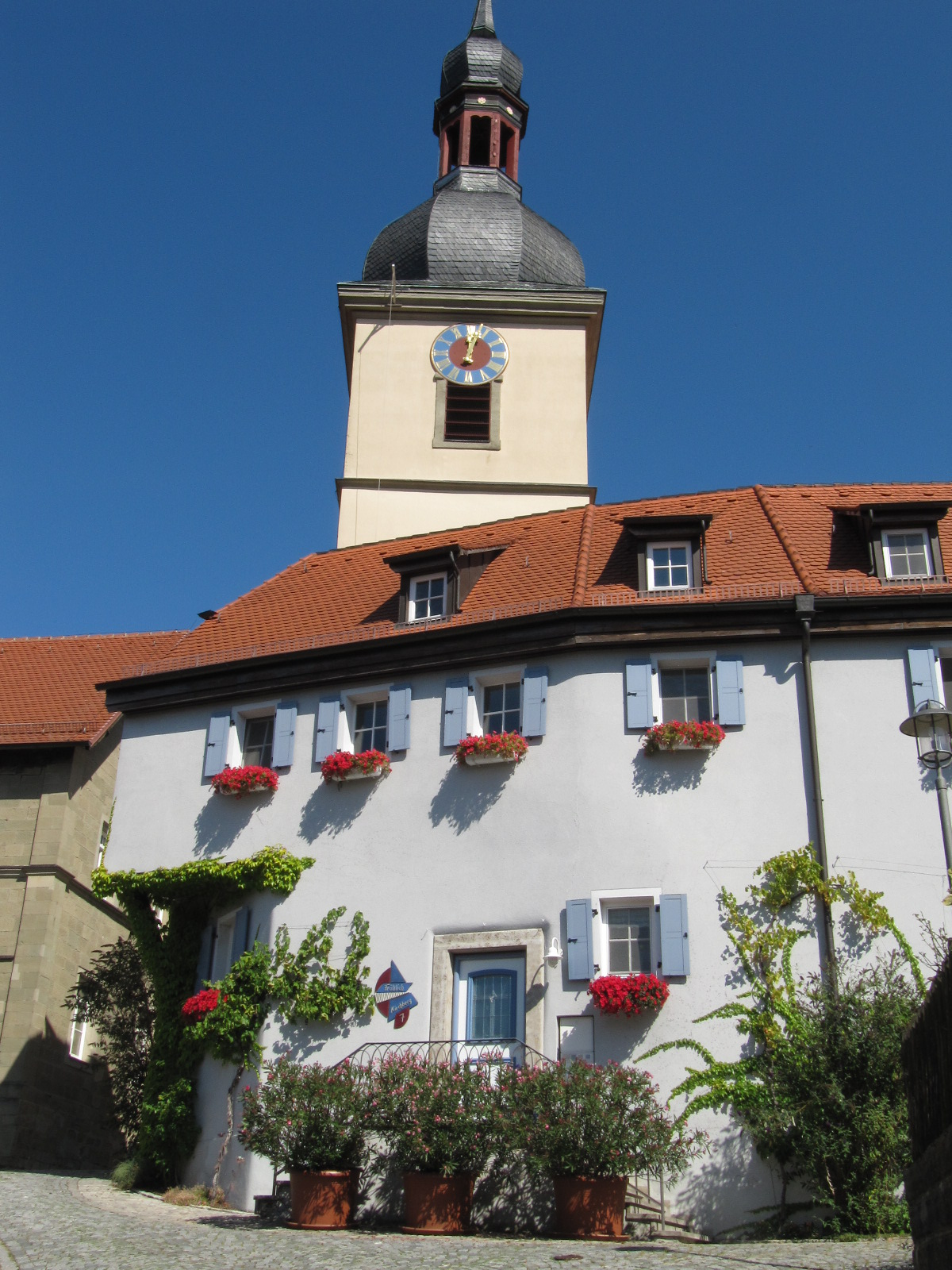
Kirche zum Heiligen Kreuz mit Ummauerung

Die Pfarrkirche Zum Heiligen Kreuz ist die evangelische Kirche von Wiesenbronn. Sie steht unter Denkmalschutz.

## Geschichte
Bei kriegerischen Auseinandersetzungen ließen sich Dörfer mit Bauernhöfen nur schwer verteidigen. Oft war die Kirche der einzige Bau aus Stein und auch mit Ziegeln gedeckt, also geschützt vor Brandpfeilen. Kirchen galten auch als Asylstätten und Angreifer hatten Scheu vor einem geweihten Bau. Deshalb umgab man im Mittelalter an zahlreichen Orten die Kirche und den Friedhof mit einer starken und hohen Mauer. Es entstand die Kirchen- oder Fliehburg wie in Wiesenbronn.
Das Gotteshaus zum Heiligen Kreuz beherrscht von seiner erhöhten Position aus das Ortsbild. Die noch gut sichtbare Ummauerung vom Zugang her und die wehrhafte nördliche Mauer weisen auf die Vergangenheit als Flieh- und Kirchenburg hin. Ein weiterer Hinweis darauf ist der massive Turm, dessen zwei unteren Geschosse schon 1230:4 errichtet wurden. Ebenerdig besitzt er keine Öffnung nach außen. Der Einstieg ist nur im ersten Obergeschoss auf der Empore durch eine kleine Tür vom Kirchenschiff aus möglich. Außerdem befindet sich der Turm in der Nähe des Eingangs. Von ihm aus konnte der gefährdete Zugang zur Kirchenburg verteidigt werden.
Die Pfarrei Wiesenbronns gehörte seit dem 14. Jh. zu den Castell’schen Patronatspfarreien. Pfarrer David Meise setzte als erster seine Unterschrift unter die Konkordienformel, verbindliche evang.-lutherischen Bekenntnisschriften, die bei den Castellern eingeführt wurden.
1602:4 wurde die Vorgängerkirche abgerissen. Gründe hierfür sind nicht bekannt. Jedoch haben noch einige Sandsteinreliefs die Zeiten überdauert. Sie gehörten wohl zu einem Kreuzweg, der zur Kirche führte. Bereits ein Jahr später war das neue Gotteshaus fertig. An dieses wichtige Jahr 1603 erinnern ein hölzerner Pfeiler der Empore und die Gedenktafel auf der Säule vor dem Altar. Auf letzterer steht links neben der Jahreszahl in deutscher Sprache das, was den Erbauern für ihre Kirche besonders wichtig war: Dis Haus ist dir Gott gebaut; Gib das dein Wort darin rein laut.

## Namensgebung
Der Name:5Kirche zum Heiligen Kreuz erinnert an das Fest der Kreuz-Erhöhung am 14. September. An diesem Datum wurde des Kirchweihfestes der Basilika gedacht, die von Konstantin dem Großen über dem wiedergefundenen Kreuz Jesu in Jerusalem errichtet worden war. Bis 1775 feierten die Bewohner Wiesenbronns ihre Kirchweih Mitte September. Wegen der Ernte wurde sie schließlich um eine Woche nach hinten verschoben.

## Innenraum

### Altar

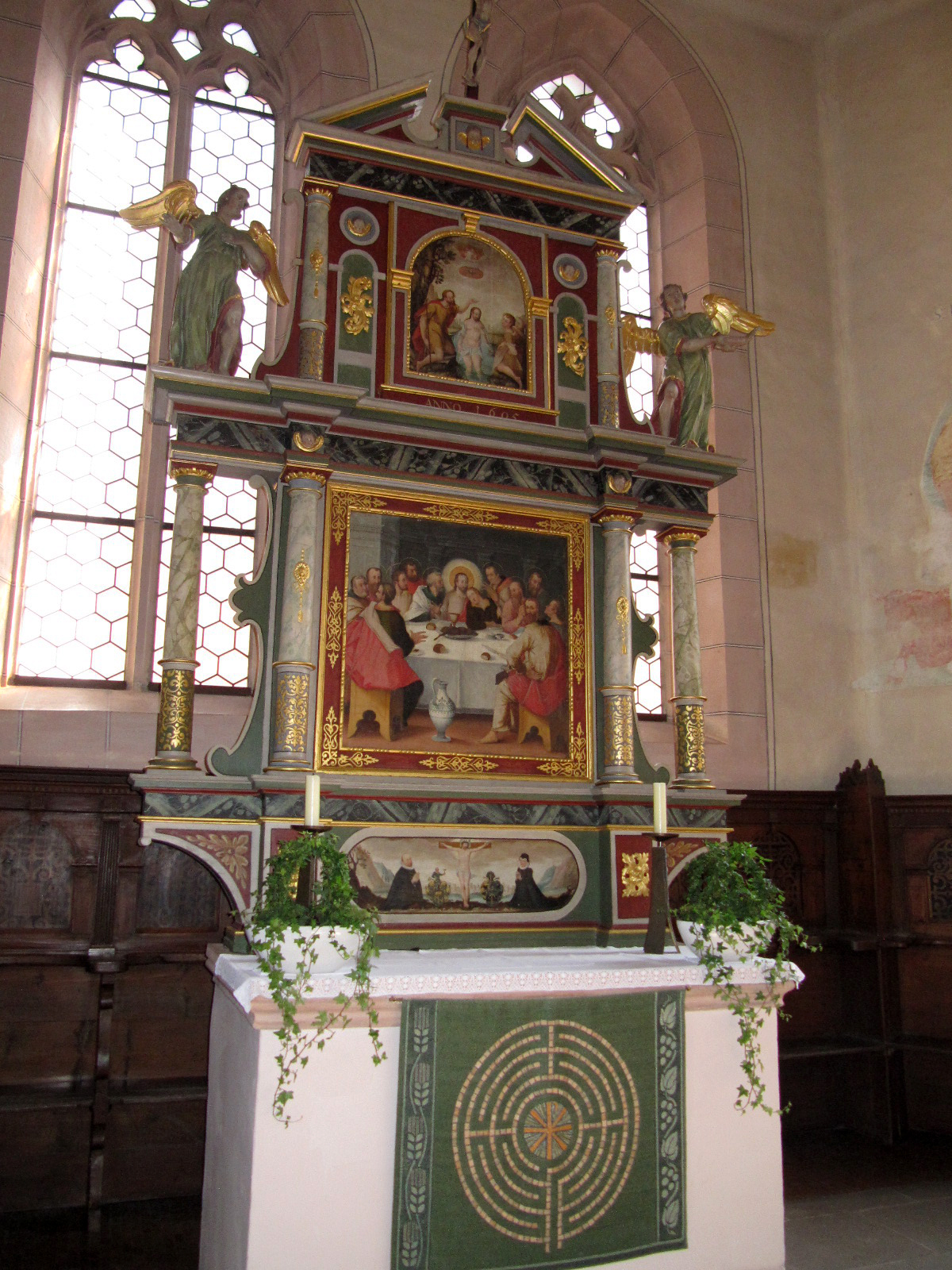
Altar der Kirche in Wiesenbronn

Der Renaissancealtar:18,19 wurde von Anna und Johannes Büttner, einem Juristen des Markgrafen von Ansbach, gestiftet. Zwei bronzene Erinnerungsplatten unter der Empore auf der Südseite rechts ersetzten vermutlich steinerne Grabplatten nach einer Bodenrenovierung im Chorraum.
Ursprünglich stand der Altar nicht im Chor, sondern vor der Säule. Der Kitzinger Johannes Heunisch malte nach den Vorgaben von Büttner das Stifterehepaar und die zwei lutherischen Sakramente, Abendmahl und Taufe. Schreiner Hanns Rimbel fügte die drei Bilder übereinander in den hölzernen Aufbau. Name und der Beruf von Maler und Schreiner sind in der Rückwand festgehalten. Kreuz und Engel darüber ergänzen den Altar bis heute, kamen jedoch erst bei der Renovierung 1738 hinzu.
Das den Altar beherrschende große Gemälde zeigt das letzte Abendmahl Jesu mit seinen zwölf Jüngern. An der Vorderseite des Tisches ließ der Maler den Platz frei. In dem freien Raum steht eine Weinkaraffe, welche in einem umlaufenden Band den Namen des Malers trägt. Damit wurde er wie auch die gegenüber sitzende Gemeinde zum Tisch des Herrn eingeladen. Der Jünger, welcher den Betrachter fragend anschaut, hat ein auf Jesus gerichtetes Messer vor sich liegen und einen Beutel in der Hand.
Über dem Abendmahlsgemälde wird die Taufe Jesu am Jordan dargestellt. Als der Rufer in der Wüste die Taufhandlung vollzieht, tat sich nach Matthäus 3, 16, der Himmel über Jesus auf und der Geist Gottes fuhr gleich einer Taube herab und kam über den Sohn Gottes. Die Taube wurde als Flachrelief angebracht und mit Gold zum Leuchten gebracht.
In der Predella unter dem Abendmahlsgemälde wurden die Stifter vor dem Gekreuzigten kniend mit ihren Wappen verewigt. Im Hintergrund ist eine Stadt zu erkennen. Vielleicht stellt sie das Himmlische Jerusalem dar.

### Chorgestühl
Hier nahm beim Gottesdienst die Obrigkeit des Ortes Platz, das Schultheißengericht und die Siebener. Das heute an der Säule angebrachte Wappen hing bis 1909:17zwischen den mittleren Fenstern des Gestühls. Das Volk hatte bei dieser Sitzordnung seine Obrigkeit vor Augen. Diese wiederum blickten von ihrem Sitzplatz aus auf die Rückseite des Altars mit Inschriften links von Frau Büttner und rechts vom Rechtsgelehrten Johann Büttner. Sie erinnerten die Vorgesetzten an ihre große Verantwortung für die anvertraute Bevölkerung. Heute sind die Inschriften durch den Standort des Altars im Chorraum schwer lesbar.

### Kanzel
Der Schwalbennestkanzel aus der Erbauungszeit fehlt eine Seite des Sechsecks. Dies kann der Betrachter gut erkennen, da am Kanzelkorb oben und unten Textstellen aus dem Spruchband fehlen. Sie würden sich am Feld befinden, welches durch das Türchen ersetzt wurde. Die geschnitzten Figuren wurden später hinzugefügt. Ursprünglich enthielten die Rundbögen Bilder. Hinter Jesus und Johannes kann man den gemalten Apostel Petrus erkennen, hinter Markus den Apostel Paulus.:22 und 23
Auch um das Innere des Schalldeckels zieht sich folgender Spruch: „ALSO HAT GOT DIE WELT GELIEBT DAS ER SEINEN EINIGEN SOHN GAB AUF DAS ALLE DIE AN IN GLAUBEN NIT VERLOREN WERDEN SONDERN DAS EWIGE LEBEN HAWE.“ Das Bild, vermutlich auch von Heunisch geschaffen, zeigt in der Mitte den siegreichen Auferstandenen unter den ausgebreiteten Armen seines Vaters. Rechts erkennt man Golgatha und links das Himmlische Jerusalem.

### Taufstein
Auch er stammt aus der Erbauungszeit und wird dem in Kitzingen tätigen Steinmetzen Peter Meurer zugeschrieben, da dort in der evangelischen Stadtkirche ein ähnliches Taufbecken zu finden ist. Die Taufe Jesu ist auf dem Becken bildlich dargestellt und in lateinischer Sprache kann auch die Geschichte dazu hier in einem umlaufenden Spruchband nachgelesen werden.:26 und 27

### Fresken
Erst 1972 wurden die Fresken entdeckt und freigelegt. Sie belegen, dass Chor und Kirchenschiff zur gleichen Zeit entstanden. Den Altarraum schmücken die vier Evangelisten und über dem Eingang zur Sakristei die Taufe Jesu mit der lateinischen Beschriftung: ECCE AGNUS DEI QUI TOLLIT PECCATA MUNDI. Daran reihen sich die vier Evangelisten.

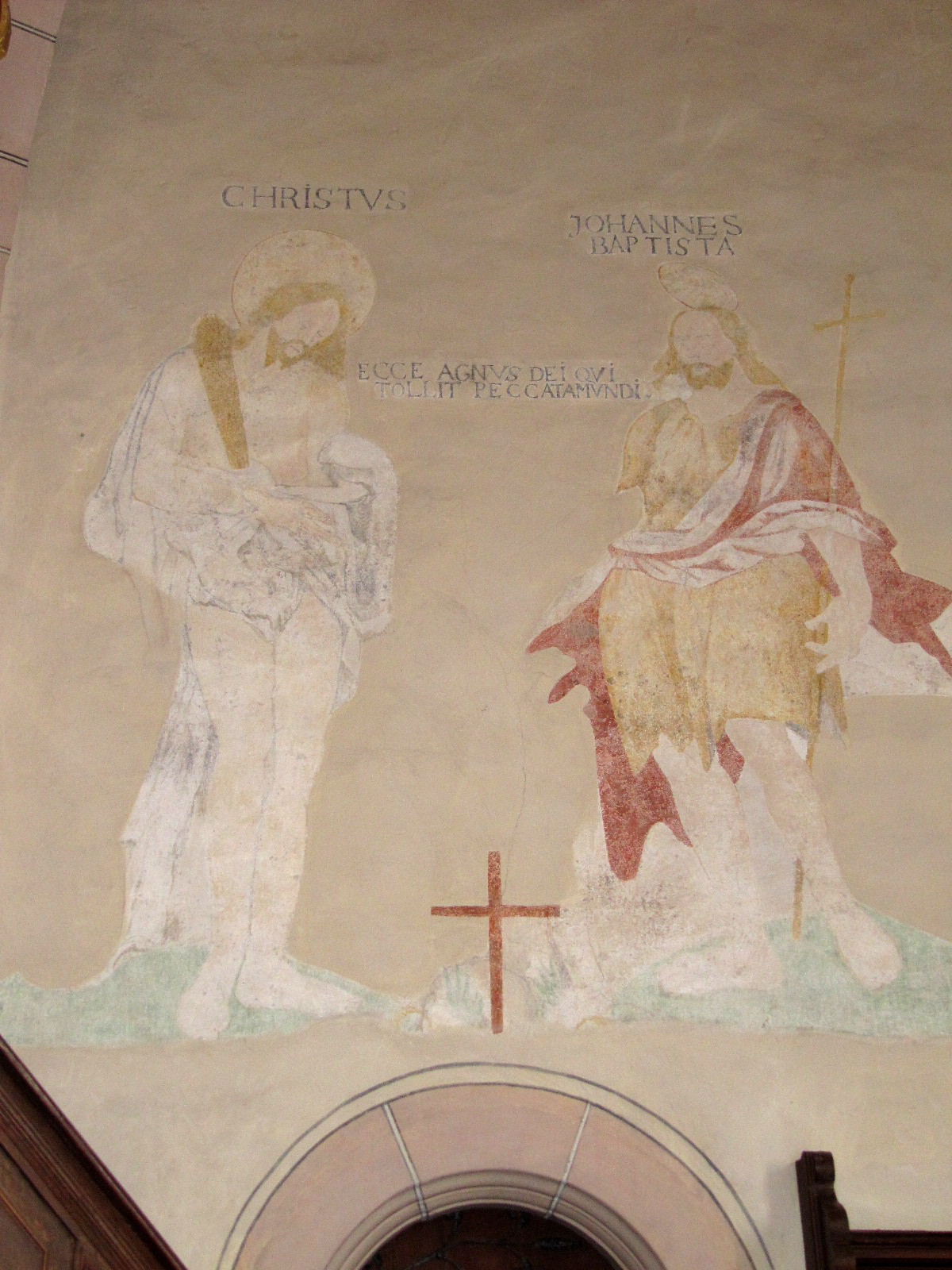
Taufe Jesu durch Johannes
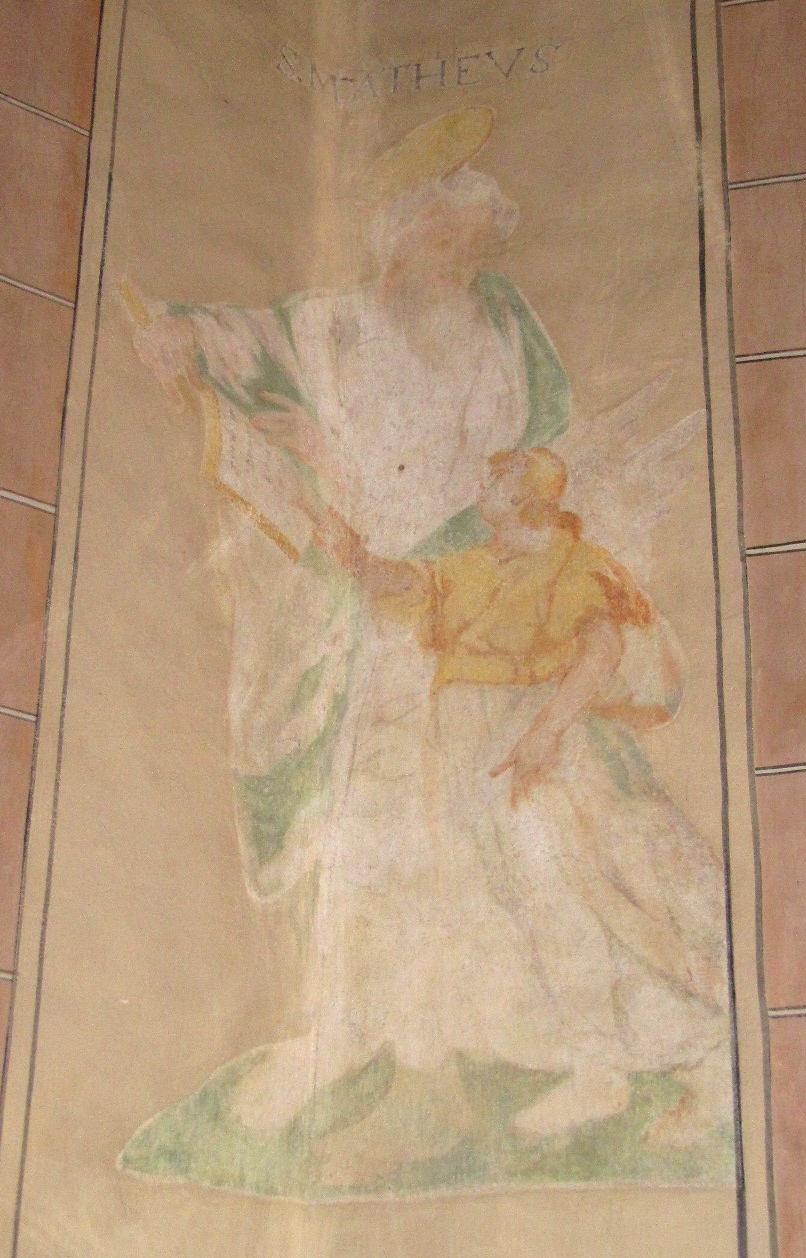
Evangelist Matthäus
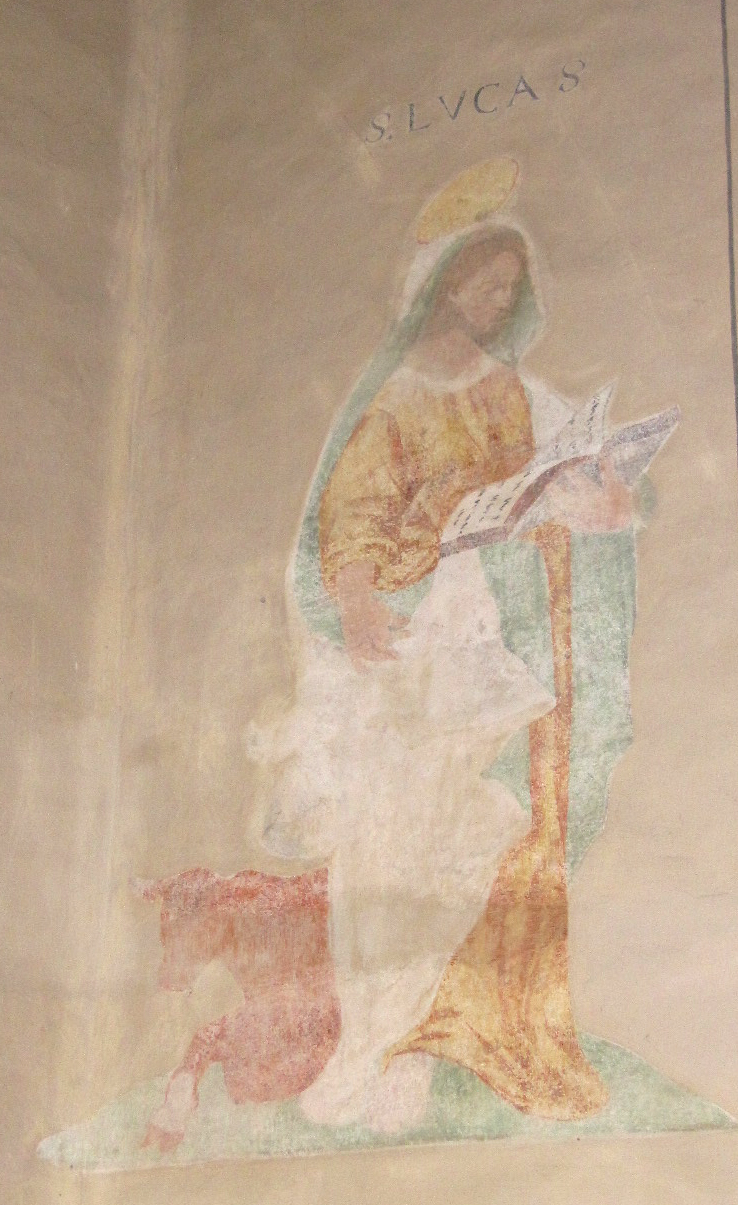
Evangelist Lukas
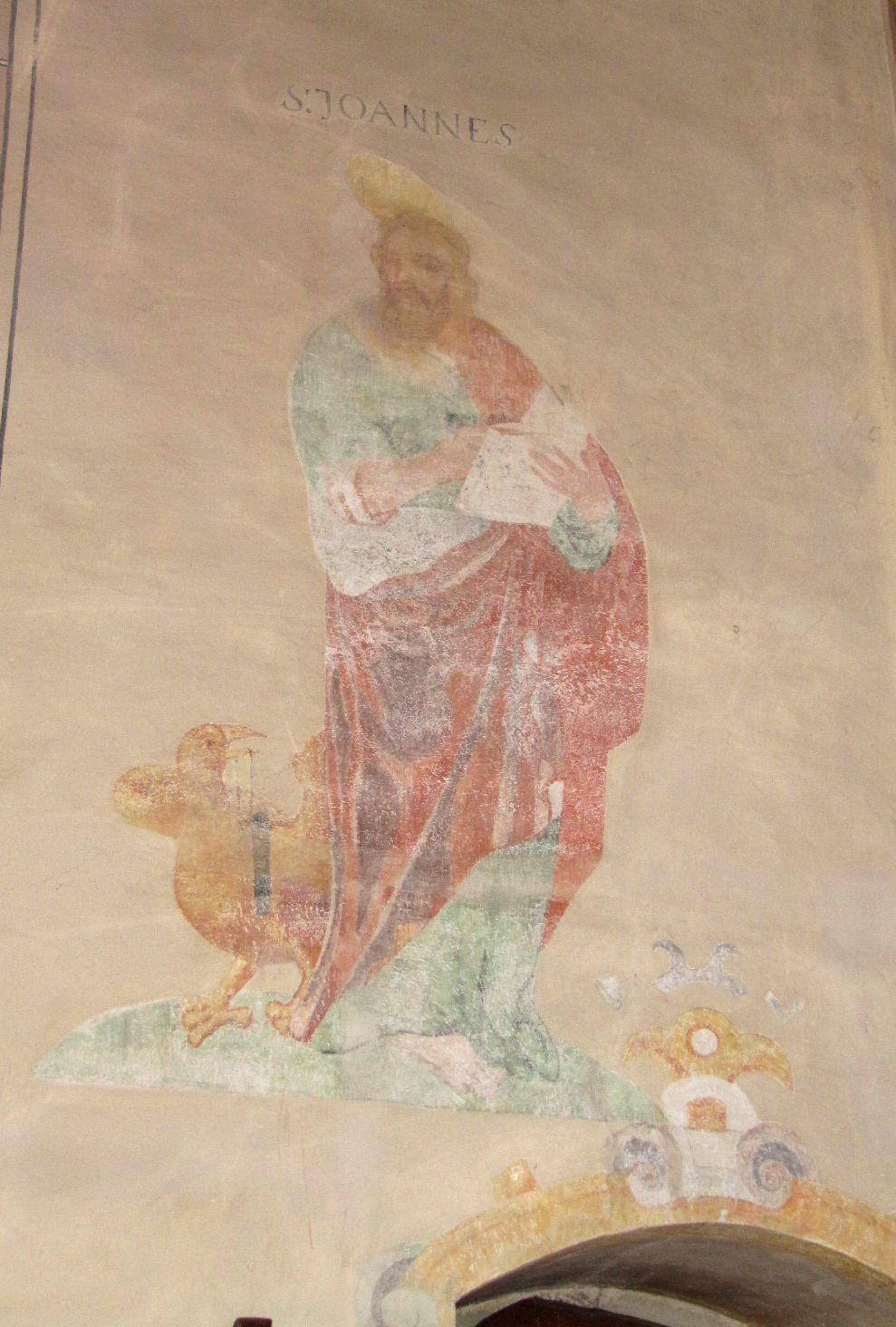
Evangelist Johannes

An den Wänden der südlichen und westlichen Empore blicken die 12 Apostel auf die Gemeinde. Über jedem steht ein Wort aus dem Glaubensbekenntnis nach der in der Grafschaft Castell eingeführten Württembergischen Kirchenordnung.:15 Von St. Petrus ist nur noch der Anfangssatz erhalten. Auch St. Andreas neben ihm wird von der Orgel verdeckt. Es folgen St. Jakobus Major, St. Johannes, St. Thomas, St. Jakobus Minor, nur der Bekenntnissatz von St. Philippus, St. Matthäus, St. Bartholomäus fehlt durch den Treppeneinbau, St. Simon, St. Judas und St. Matthias.
Auf der Kanzelseite, an der Nordwand, ist das Weltgericht aus der Offenbarung des Johannes in Fragmenten zu erkennen und Christus als Retter der Welt.

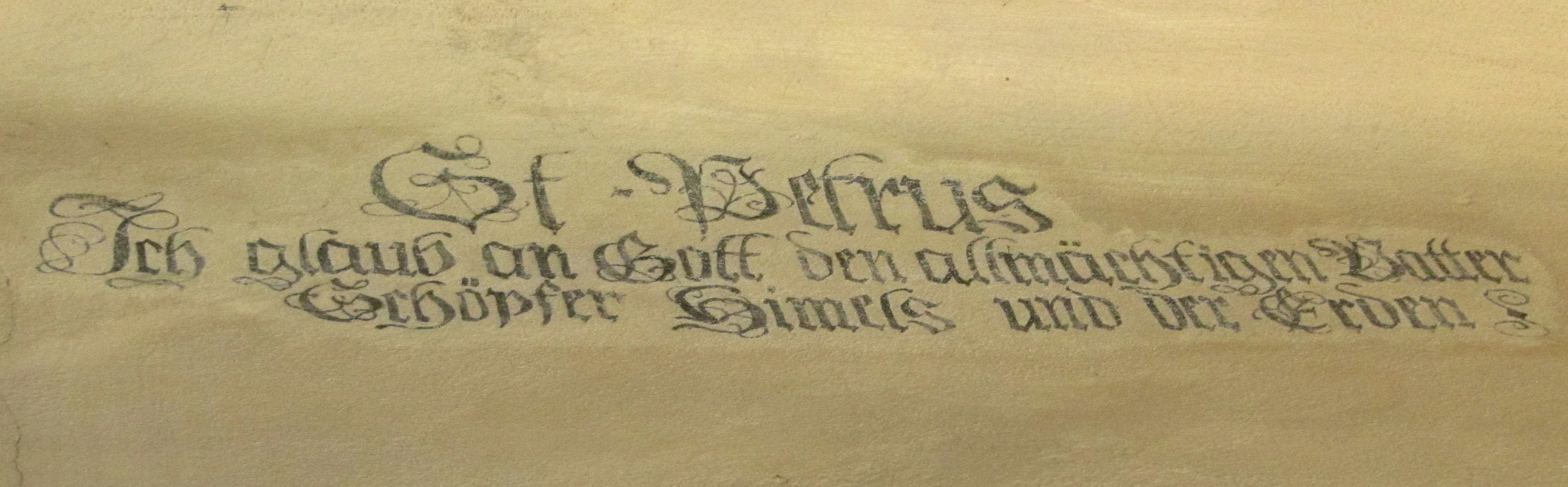
Bekenntnissatz des Apostels Petrus
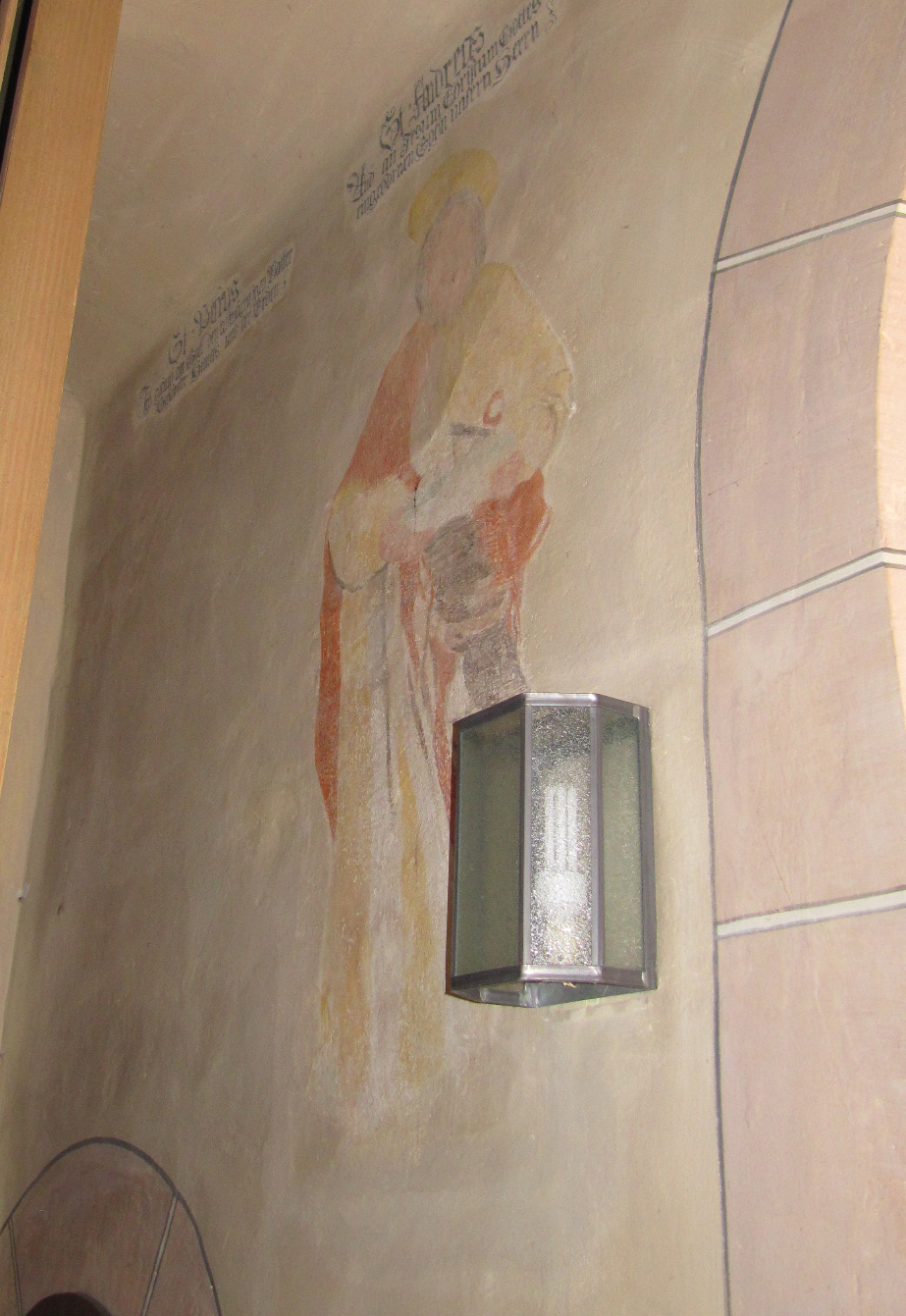
St. Petrus und St. Andreas
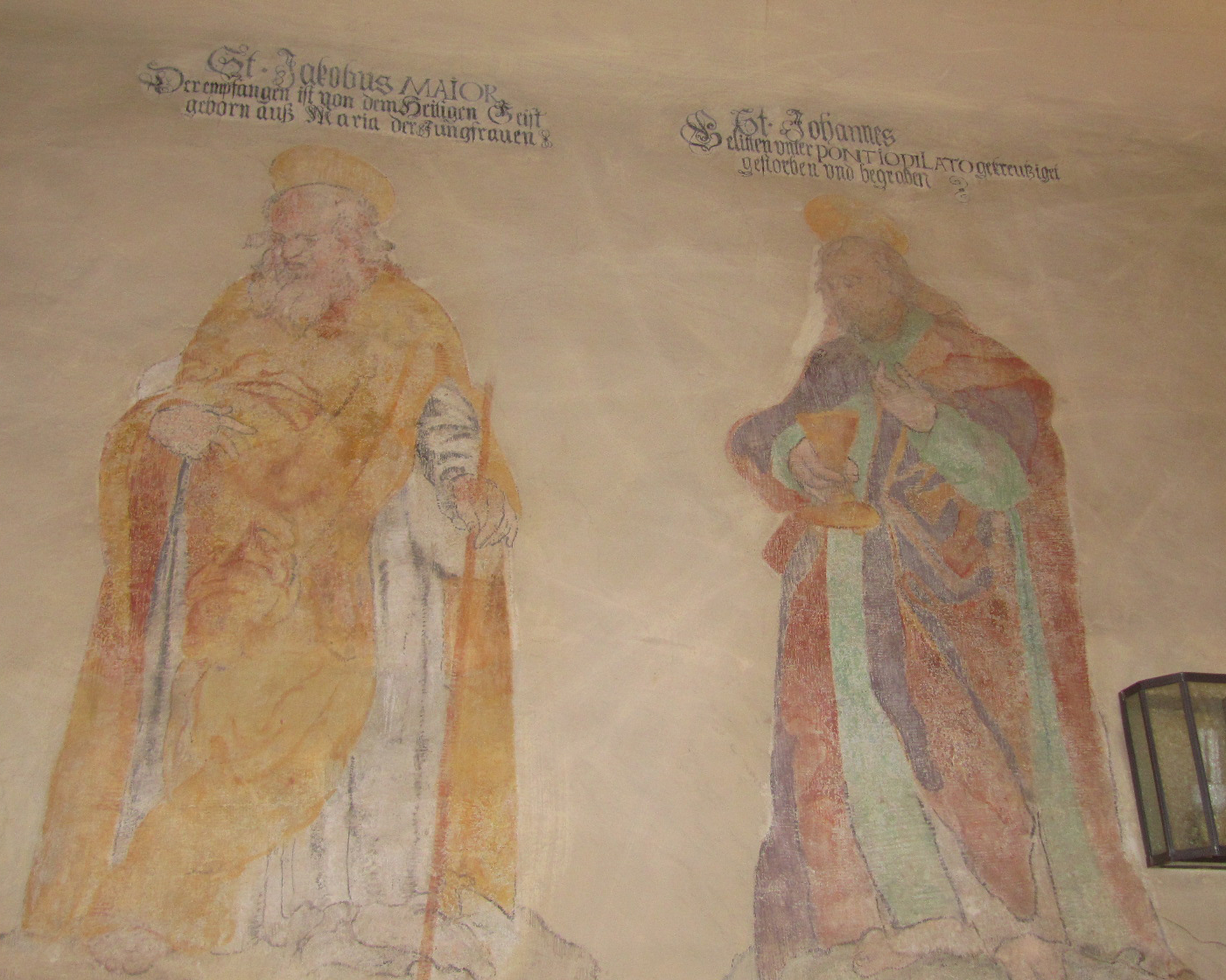
St. Jakobus und St. Johannes
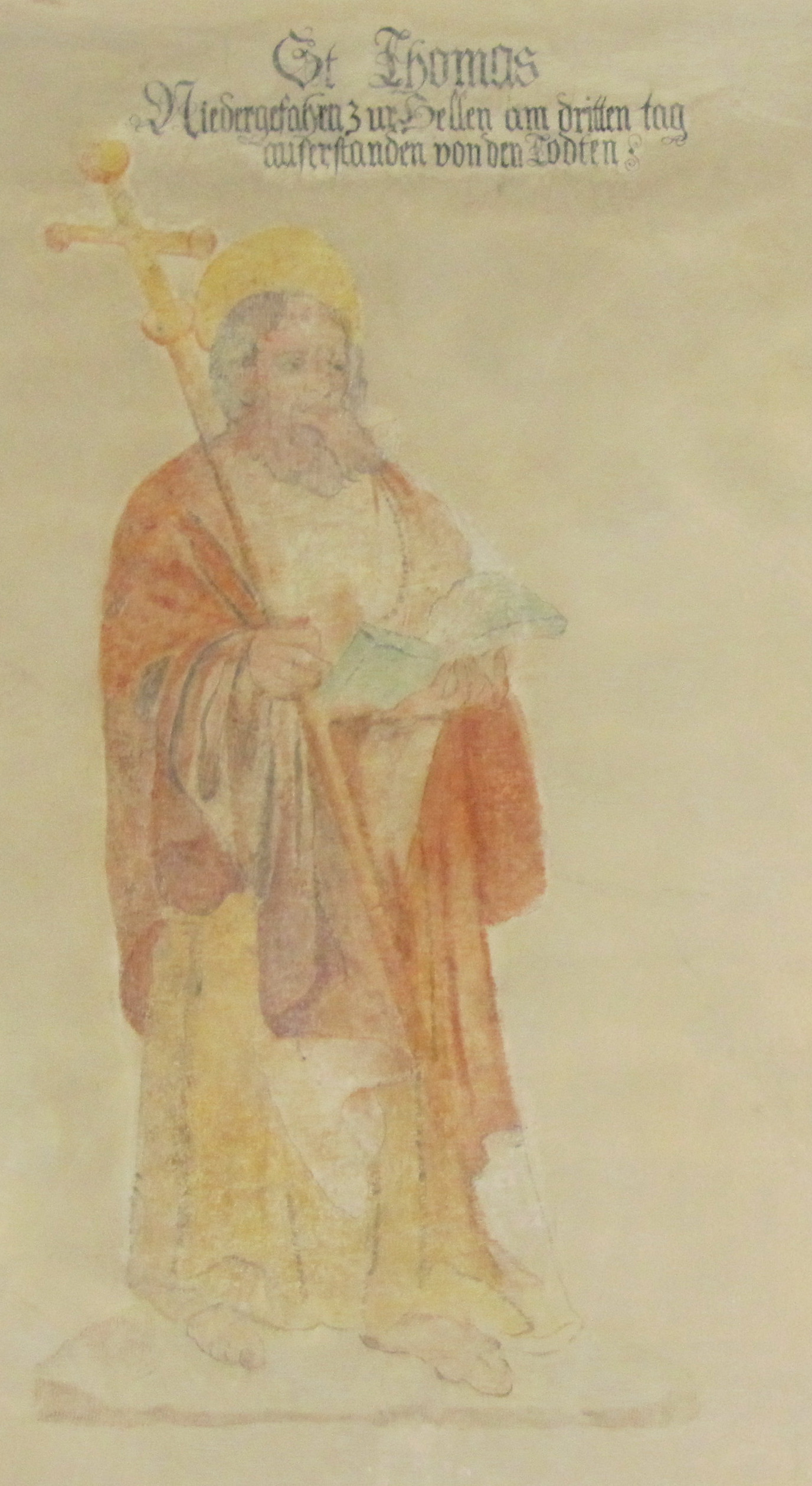
St. Thomas
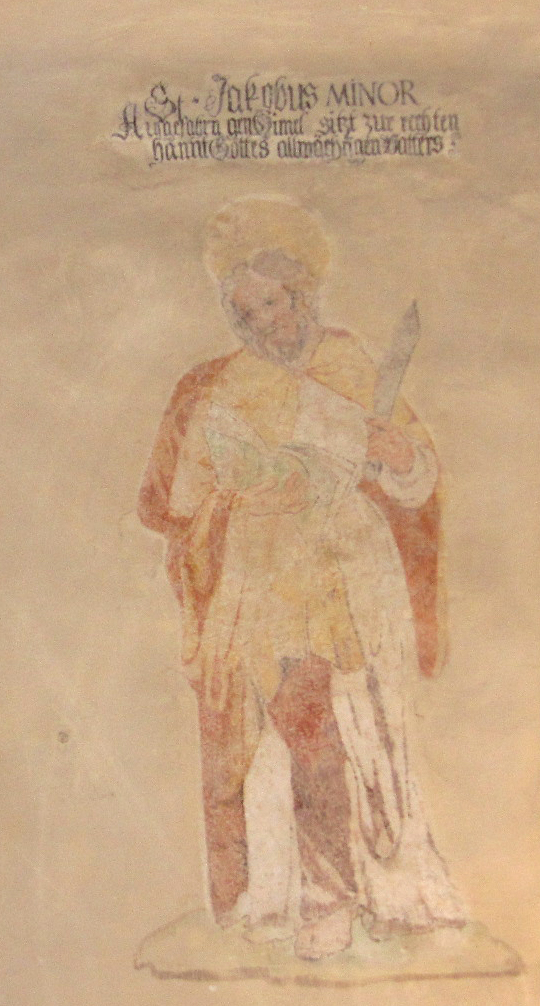
St. Jakobus Minor
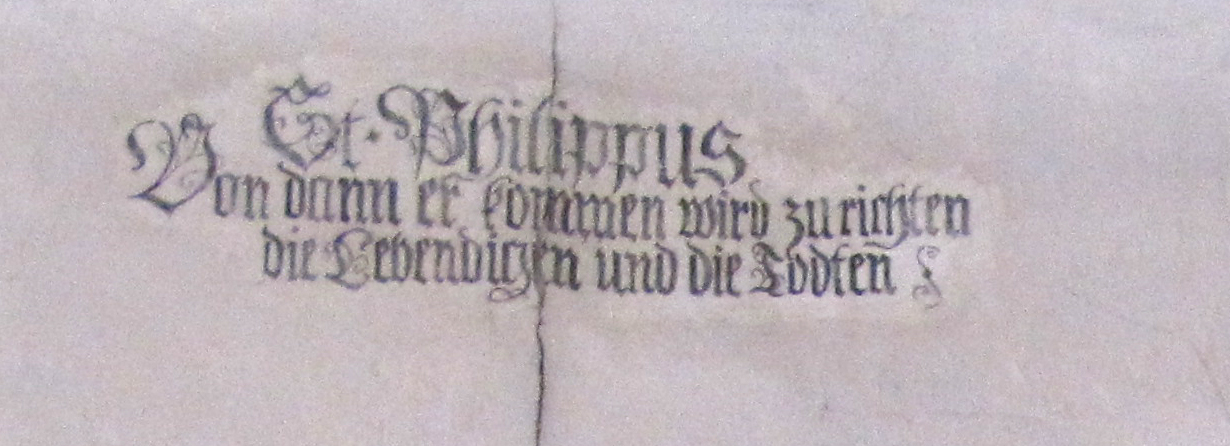
Erhaltener Spruch von St. Philippus
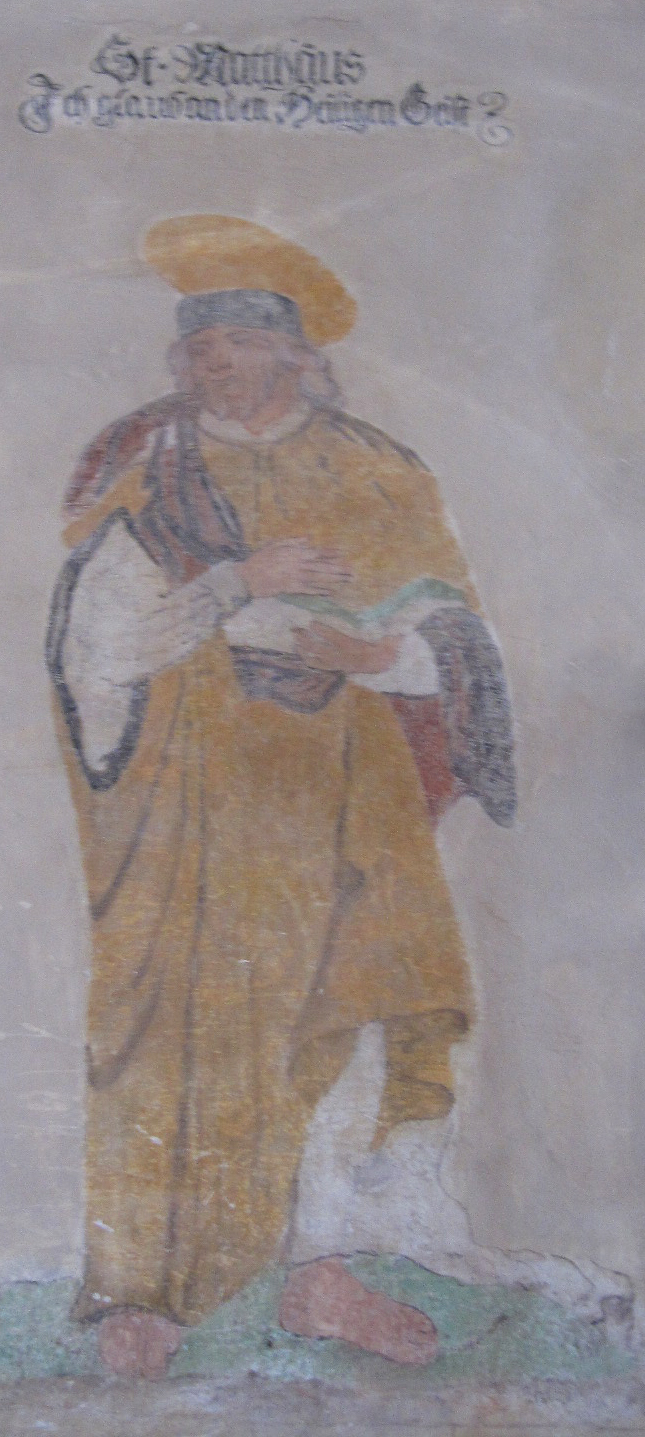
St. Matthäus
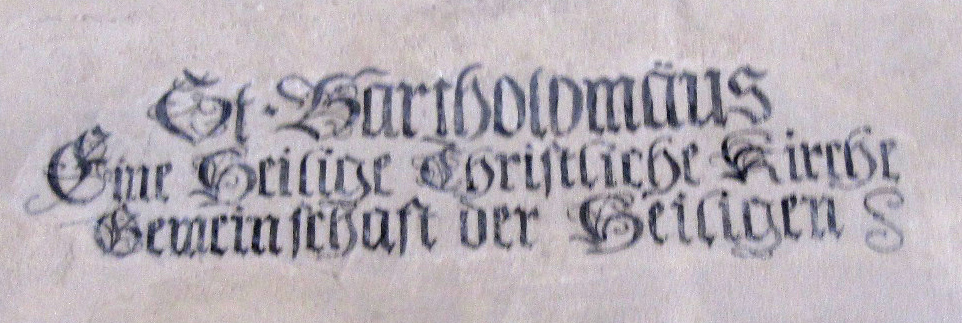
Bekenntnissatz St. Bartholomäus
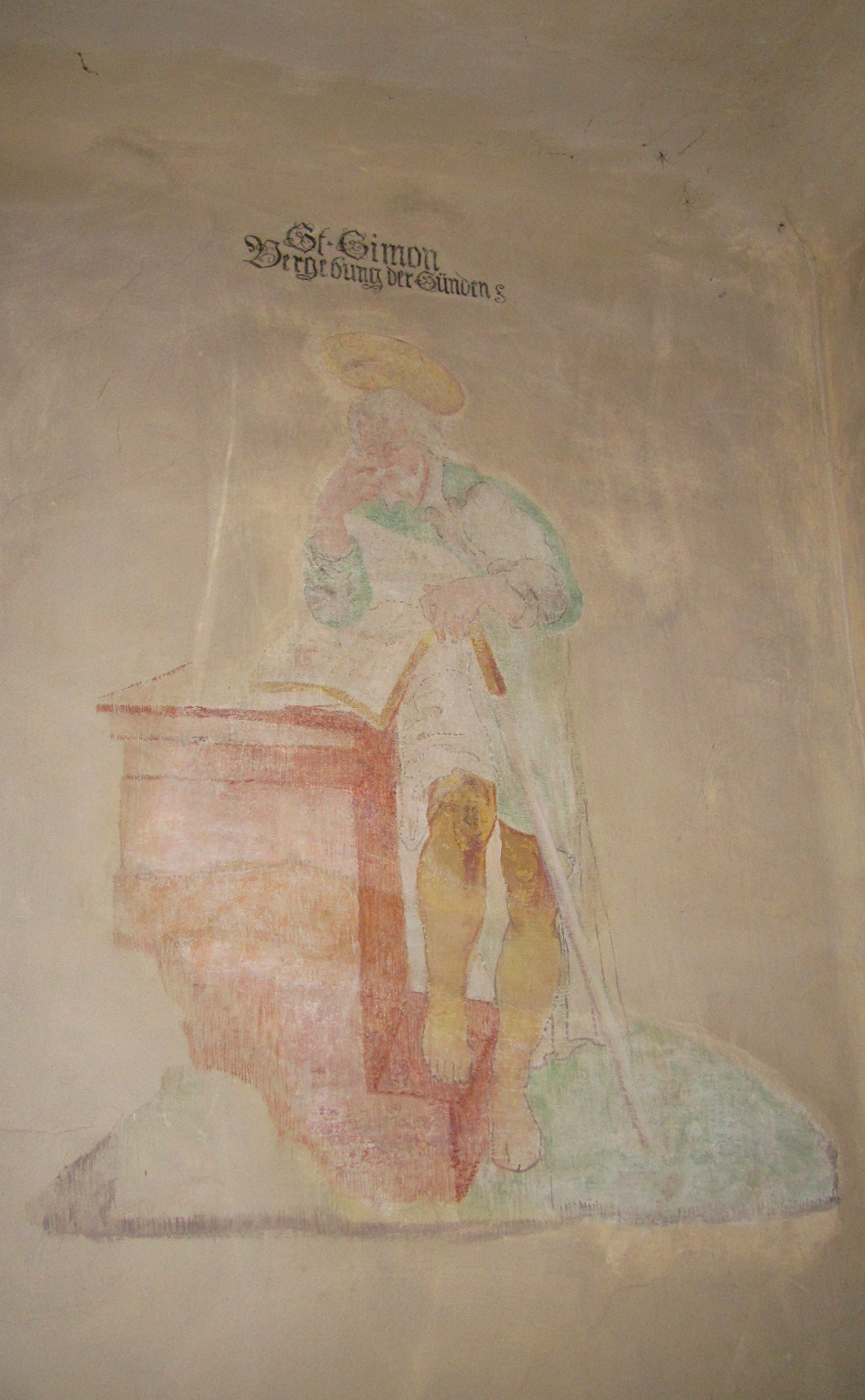
St. Simon
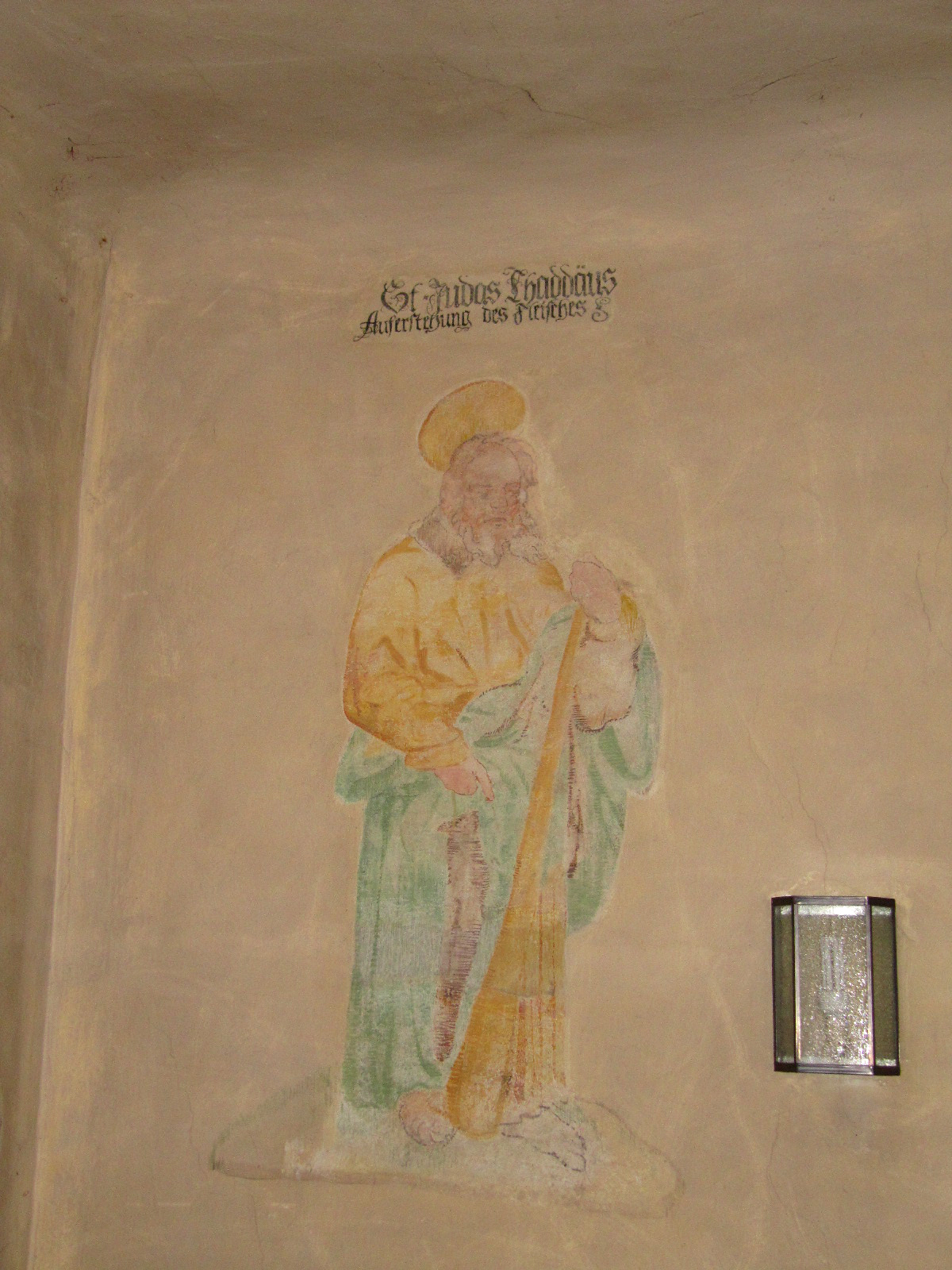
St. Judas Thaddäus
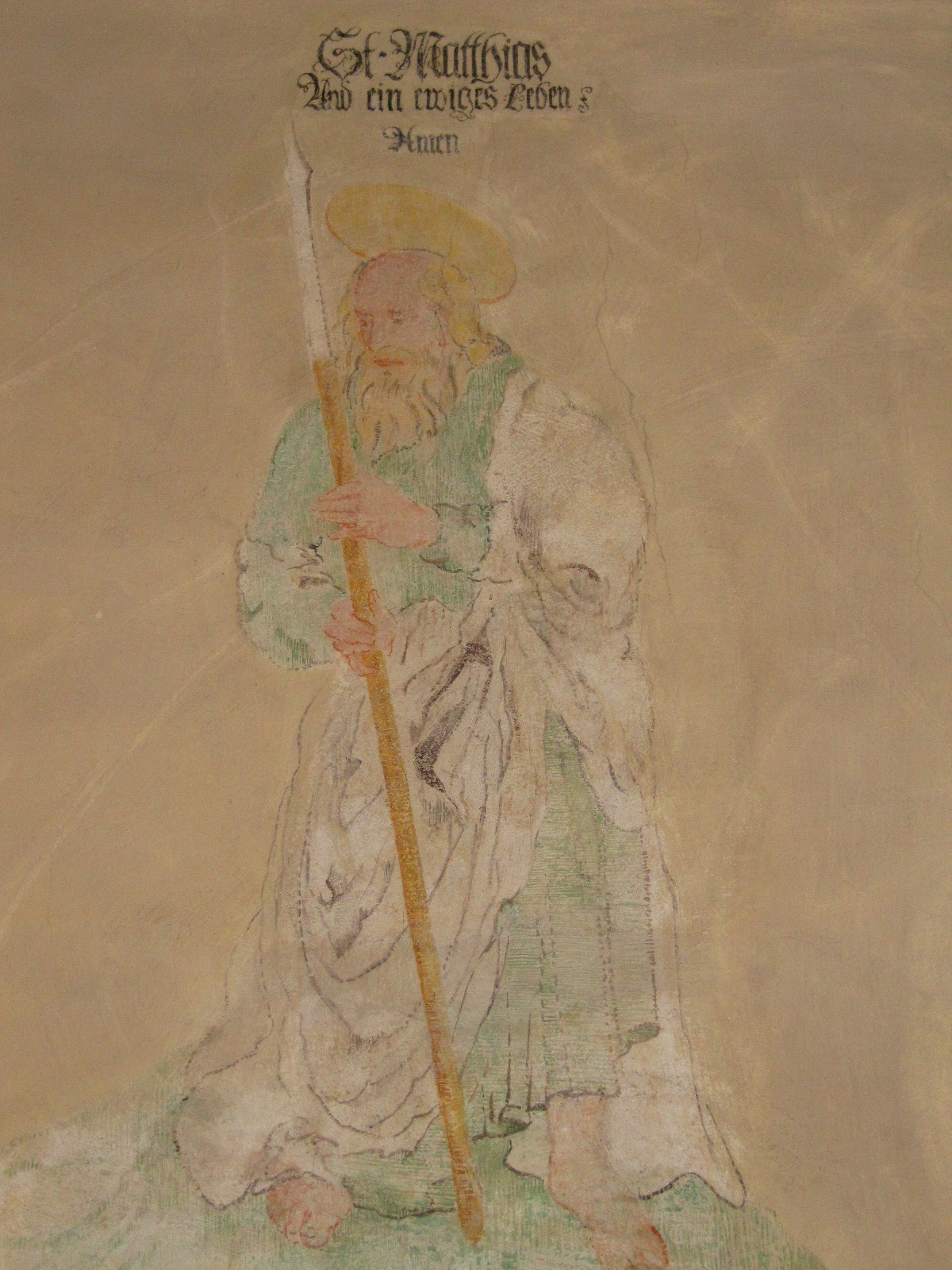
St. Matthias
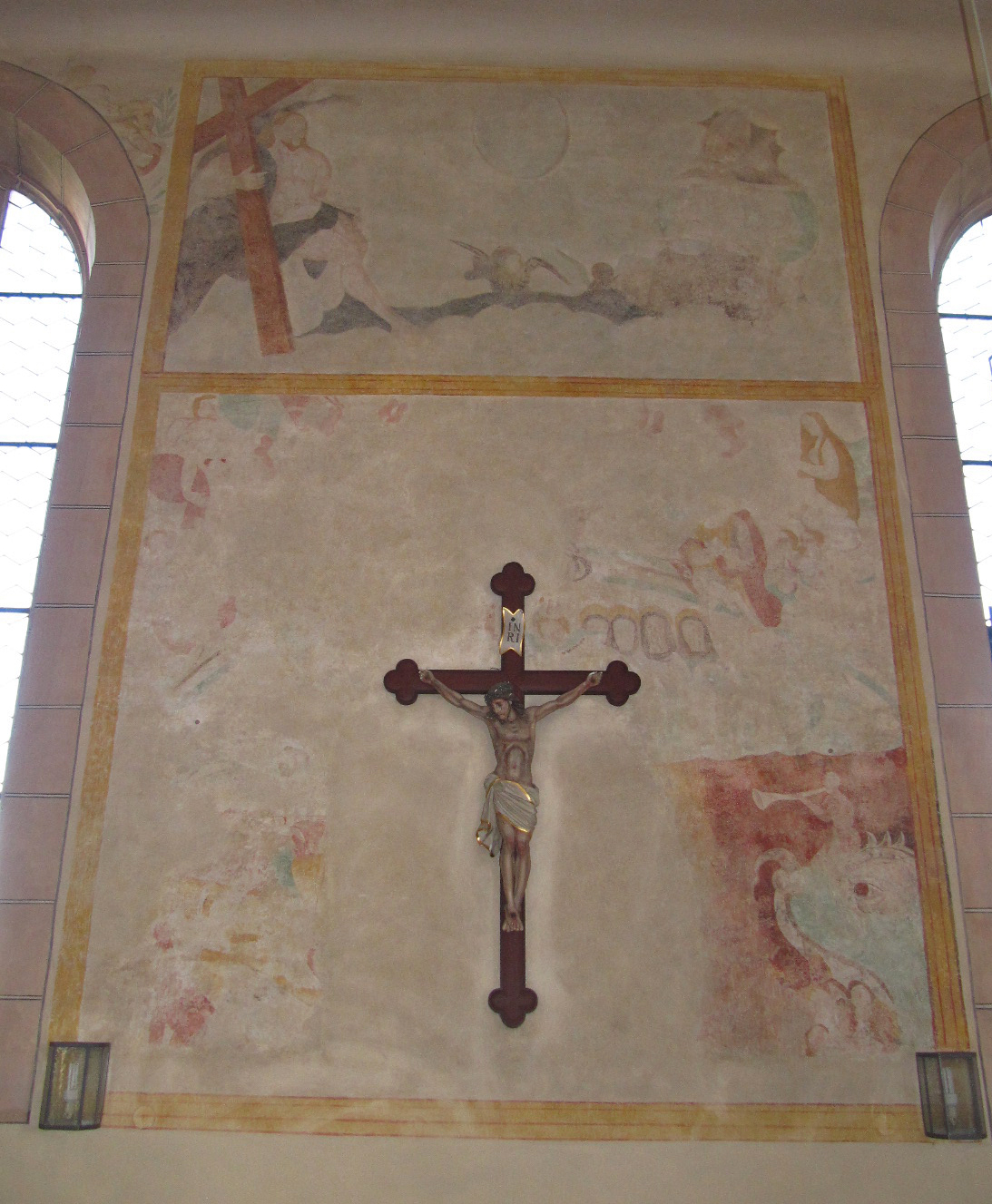
Christus als Richter und Retter der Welt